# Ewout Holst
Ewout Holst (La Haya, 8 de octubre de 1988) es un deportista neerlandés que compitió en natación.
Ganó dos medallas en el Campeonato Europeo de Natación en Piscina Corta, oro en 2002 y plata en 2001.

## Palmarés internacional
| Campeonato Mundial en Piscina Corta | Campeonato Mundial en Piscina Corta | Campeonato Mundial en Piscina Corta | Campeonato Mundial en Piscina Corta |
| Año                                 | Lugar                               | Medalla                             | Prueba                              |
| ----------------------------------- | ----------------------------------- | ----------------------------------- | ----------------------------------- |
| 2001                                | Amberes (Bélgica)                   | Medalla de plata                    | 4 × 50 m libre                      |
| 2002                                | Riesa (Alemania)                    | Medalla de oro                      | 4 × 50 m libre                      |